# Гаврилюк Анатолій Петрович (священослужитель)
Анатолій Петрович Гаврилюк (нар. 18 березня 1954, Черкаська область, УРСР) — український релігійний діяч, старший єпископ Центру харизматичних християнських Церков України (Повного Євангелія) з 1996 року.

## Життєпис
Анатолій Петрович Гаврилюк народився 18 березня 1954 року на Черкащині в християнській родині.
Отримав середню технічну освіту. Згодом здобув богословську освіту у теологічному коледжі «Християнське Життя». Має ступень почесного доктора богослов'я.
Анатолій Гаврилюк стояв у початку харизматичного руху в Україні. В 1990 році він став старшим пастором церкви «Живе Слово» у Києві, яка стала однією з перших харизматичних громад у незалежній Україні. Протягом першої половини 90-х Анатолій Гаврилюк бере участь у духовному пробудженні серед молодих служителів п'ятидесятницьких церков, які починають створювати нові харизматичні громади по Україні.
Згодом Анатолій Петрович стає однією з ключових постатей в об'єднанні харизматичних громад України. 8 лютого 1994 року на установчому з`їзді пасторів харизматичних християнських церков було створено Об'єднання незалежних харизматичних християнських Церков України (Повного Євангелія). Об'єднання було офіційно зареєстровано Державним комітетом України у справах релігій 12 січня 1995 року. ОНХХЦУ (ПЄ) стало найбільшим об'єднанням харизматичних громад в Україні, а в 2015 році набуло назву Центра харизматичних християнських Церков України (Повного Євангелія) (ЦХХЦУ (ПЄ))
З 1996 року Анатолій Петрович обраний старшим єпископом Центра харизматичних християнських Церков України (Повного Євангелія) та приймає активну участь в житті Центру та розвитку українського харизматичного руху.

## Сім'я
Одружений, має трьох доньок і двох синів.